# Herdersbrug (industriezone)
Herdersbrug is een industrieterrein in de Belgische stad Brugge. Het is het noordelijke deel van de Brugse binnenhaven en maakt dus deel uit van de haven van Brugge-Zeebrugge. Herdersbrug is zo'n 240 ha groot en ligt tussen het Boudewijnkanaal en de spoorlijn 51A Brugge - Zeebrugge. Ten noorden van het gebied ligt de Herdersbrug in Dudzele, waarnaar het industrieterrein genoemd is. Aan de westelijke kant van dit industrieterrein grenst de bedrijvenzone Blauwe Toren. Het terrein wordt in twee gesneden door de Pathoekeweg.
Als onderdeel van het havengebied moet er een havengerelateerd beleid gevoerd worden. Het stuk langs het Boudewijnkanaal, zo'n 80 ha, is voorbehouden voor watergebonden activiteiten die gepaard gaan met scheepvaarttrafiek. Het stuk aan de overkant van de Pathoekeweg, zo'n 160 ha, is voorbehouden voor havengebonden activiteiten.
Binnen het gebied zijn onder meer ook een STEG-centrale van Electrabel en de hoofdbrandweerkazerne van de stad Brugge gevestigd.